# کاکایی ارمنی
کاکایی ارمنی (نام علمی: Larus armenicus) نام یک گونه از سرده کاکایی است؛ که در قفقاز و خاورمیانه یافت می‌شود. پیشتر در زیرگونه‌های کاکایی شاه‌ماهی‌خوار اروپایی طبقه‌بندی شده بود اما هم‌اکنون به عنوان یک گونه مجزا محسوب می‌شود.